# Lilja Scherfig
Lilja Scherfig (født 1970) er en dansk forfatter. Scherfig har skrevet teaterstykker og bøger, der primært henvender sig til børn og unge. Scherfigs bøger er oftest eventyrlige med magisk og surreelt indhold.

## Liv og virke
Scherfig er født i 1970 og opvokset udenfor Græsted i Nordsjælland. 
Hun er uddannet på Forfatterskolen For Børnelitteratur og har skrevet børne- og ungdomsbøger siden 2007.

## Forfatterskab

### Bøger
- "Pen og blækhuus" v. DPUs forlag (2004)
- "Pophans" v. Forlaget Carlsen (2006)
- "Louie Louie" v. Gyldendal (2007)
- "Putte og de andre" v. Forlaget Fahrenheit (2008)
- "Ritas venskab" v. Gyldendal (2009)
- "Peter og Postbudet" v. Forlaget Fahrenheit (2010)
- "Året rundt – sjove rim for børn" v. Forlaget Carlsen (2011)
- "Rævefælden" v. Forlaget Alfa (2012)
- "Børnebibel fra Nord" v. Forlaget Alfa (2014)
- "Bobolina" v. Gyldendal (2014)
- "Farfar" v. Jensen & Dalgaard (2015)
- "Verdens Bedste Team" v. Jensen & Dalgaard (2016)
- "Hello Ketty" v. Jensen & Dalgaard (2017)

### Teaterstykker
- Dyr med tøj på v. Den Grå Hal (1994)
- Kulturby 96 Sketchs v. Forbrændingen (1996)
- Revy v. Københavns Universitet (1997)
- Ærlighedens Mission, v. Den Ny Dramaskole (1998)
- En Kærlighedshistorie fra Provinsen v. Boldhusteatret (1998)

## Priser
Rævefælden vandt Kulturministeriet Illustratorpris 2012. Bogen var også kåret til Årets Bedste Bogarbejde (2013) af Forening for Boghaandværk.[kilde mangler]
Louie Louie blev nomineret til Orla-prisen i 2007.[kilde mangler]